# Johann Dionnet
Pour les articles homonymes, voir Dionnet.
Johann Dionnet est un acteur, réalisateur et scénariste français, né en 1983 en Seine-et-Marne.

## Biographie
Johann Dionnet naît en 1983 en Seine-et-Marne, fils d'un professeur de sport et d'une informaticienne. Après un IUT Services et réseaux de communication, il fait trois ans d'études d'ingénieur, mais s'oriente vers la comédie à la fin de ses études. À l'âge de 25 ans, il est alors formé pendant trois ans au Studio Alain de Bock.
Jouant surtout dans des courts métrages et au théâtre au début de sa carrière, il intègre la Troupe de Palmade au début des années 2010, avec laquelle il se produit à la Comédie de Paris. Il obtient aussi ses premiers rôles secondaires à la télévision et au cinéma. Lors du Festival de Cannes 2013, il est sélectionné parmi les Talents Cannes ADAMI et joue dans ce cadre sous la direction d'Alice Taglioni dans le court métrage C'est fini avec Loïc.
Il multiplie les rôles secondaires au cinéma, comme dans Hippocrate (2014), Santa et Cie (2017), Adieu les cons (2020), Je ne suis pas un héros (2023) ou L'Amour ouf (2024).
Après avoir réalisé plusieurs courts métrages, Johann Dionnet dirige son premier long, Avignon, qui est un développement d'un de ses courts, Je joue Rodrigue. Avignon est tourné en 2024 en partie pendant le festival de théâtre ; l'histoire raconte le festival vécu par Stéphane, incarné par Baptiste Lecaplain, jeune comédien joue dans une comédie de boulevard et qui, pour séduire une comédienne, fait croire qu'il interprète Rodrigue dans Le Cid au Théâtre avignonnais du Chêne noir. Le film est projeté pour la première fois lors du Festival international du film de comédie de l'Alpe d'Huez en janvier 2025 : Johann Dionnet y reçoit trois récompenses dont le Grand Prix,. Lors de la cérémonie, Dionnet « dédie ce prix à toutes les compagnies de théâtre qui galèrent, à tous les gens du métier et ceux qui pensent qu’ils ne sont pas assez bien pour être aimés ». Le film reçoit par ailleurs des premiers accueils très favorables de la critique,,.

## Filmographie
Sauf indication contraire, les informations mentionnées dans cette section peuvent être confirmées par les bases de données cinématographiques IMDb, Allociné et Unifrance,  présentes dans la section « Liens externes ».

### Acteur

#### Cinéma

##### Longs métrages
- 2014 : Goal of the Dead de Benjamin Rocher et Thierry Poiraud
- 2014 : Hippocrate de Thomas Lilti : Yohann
- 2014 : L'Enquête de Vincent Garenq : Dan, collègue à Libération
- 2017 : Sous le même toit de Dominique Farrugia : un copain d'Yvan
- 2017 : Santa et Cie d'Alain Chabat : Jay, le frère de Thomas
- 2019 : La Grande Classe de Julien War et Rémy Four : Manu
- 2020 : Adieu les cons d'Albert Dupontel : Monsieur Dupuis
- 2021 : En attendant Bojangles de Régis Roinsard : l'huissier
- 2022 : La Nuit du 12 de Dominik Moll : Fred
- 2023 : Je ne suis pas un héros de Rudy Milstein : Bastien, le collègue
- 2023 : Second Tour d'Albert Dupontel : un chroniqueur de France+
- 2023 : Daaaaaalí ! de Quentin Dupieux : Marc, le cadreur
- 2024 : Cocorico de Julien Hervé : Monsieur Ribeiro, le plombier
- 2024 : L'Amour ouf de Gilles Lellouche : le responsable du supermarché
- 2025 : Avignon de lui-même : Patrick
- 2025 : Le Secret de Khéops de Barbara Schulz : Guillaume
- En postproduction : Braqueuses d'Éric de Montalier et Jérôme Lhotsky : Carteron

##### Courts métrages
- 2013 : Du sable dans les pompes de Clément Gonzalez : Johann
- 2013 : C'est fini avec Loïc d'Alice Taglioni
- 2014 : Boomerang d'Audrey Clinet : lui
- 2014 : Allo la Hotline de lui-même : lui
- 2016 : Mi casa su casa de Sara Verhagen : l'homme du placard
- 2016 : Chèvre ou Vache de Lauriane Escaffre et Yvonnick Muller : Julien, le collègue
- 2018 : Le Programme de Francis Magnin
- 2019 : Smile de Léa Lando et Stéphane Marelli : Mathieu
- 2019 : Partage de lui-même et Marc Riso[14]
- 2019 : Pool de Francis Magnin : Stéphane
- 2019 : Aux fraises de Max Mauroux : Fabrice
- 2019 : Le Mariage de Victorine de Matthias Castegnaro
- 2022 : Uberlinks de Robert Hospyan : Jonathan
- 2022 : Je joue Rodrigue de lui-même : Stéphane
- 2023 : L'Autre de Viktor Miletic

#### Télévision

##### Téléfilms
- 2012 : L'Innocent de Pierre Boutron : le gendarme Mangin
- 2012 : Les Prophétionnels (docudrama) de Vincent Gonon et Benjamin Rocher : Monsieur Rollain
- 2014 : Soldat blanc d'Érick Zonca : Brunelle
- 2014 : Ligne de mire de Nicolas Herdt : Baptiste Lefait
- 2021 : Escape de Valentin Vincent et Stefan Carlod : Thomas
- 2023 : Escape 2 : Morts à Venise de Valentin Vincent : Thomas
- 2024 : La Traque des nazis : Le Dernier Combat (docudrama) de Caroline Benarrosh : Serge Klarsfeld

##### Séries télévisées
- 2013 : Le Sang de la vigne, saison 3, épisode 4 Le Mystère du vin jaune de Régis Musset : Lieutenant Verron
- 2014 : Vestiaires libérés, saison 2, épisode 6 Vénus de Milo
- 2015 : Studio Movie, 2 épisodes
- 2016 : Le Département, saison 1, épisodes Faire signer un papier et Se faire contrôler : l'agent de sécurité
- 2017 : Engrenages, saison 6, épisode 11 : l'avocat tête à claques
- 2019 : Vertige (mini-série), 4 épisodes
- 2019 : Replay (mini-série), épisode 5 : Fulgence
- 2021-2023 : Lupin, saisons 1 et 3, 4 épisodes : Gabriel Dumont jeune
- 2023 : Mère indigne (mini-série), 3 épisodes : Yohann / le Père Noël
- 2023 : J'étais à ça (mini-série, shortcom), 80 épisodes : Roland (rôle récurrent)
- 2024 : Supersex, 3 épisodes : Pontello
- 2024 : La Fièvre, 3 épisodes : Bertrand Latour
- 2024 : Iris, saison 1, épisode 2 : Lolo, conjoint de Juliette

#### Publicités
- 2015 : Finley d'Éric Toledano et Olivier Nakache[15]
- 2015 : Boulanger d'Augusto Gimenez Zapiola[16]

### Réalisateur
- 2012 : Loup y es-tu ? (court métrage)[2] - coréalisé avec Baptiste Gondouin[17]
- 2018 : The Birth of Jealousy (moyen métrage)
- 2019 : 3000 euros (court métrage)
- 2019 : Partage. (court métrage) - coréalisé avec Marc Riso[14]
- 2022 : Je joue Rodrigue (court métrage)
- 2023 : Pour un week-end (court métrage)
- 2024 : En vers et contre tout (série télévisée)[18]
- 2025 : Avignon

### Scénariste
- 2012 : Loup y es-tu ? (court métrage) de lui-même et Baptiste Gondouin[17]
- 2022 : Je joue Rodrigue (court métrage) de lui-même
- 2025 : Avignon de lui-même

### Producteur
- 2022 : Je joue Rodrigue (court métrage) de lui-même

## Théâtre
Sauf indication contraire ou complémentaire, les informations mentionnées dans cette section peuvent être confirmées par la base de données Les Archives du spectacle.
- 2011 : Kids de Fabrice Melquiot - mise en scène de Benoit Antonin Denis - Théâtre les Enfants terribles
- 2011 : Courteline l'expérience comique - mise en scène de Jean-Philippe Daguerre - Théâtre du Gymnase
- 2011-2012 : La Belle Vie de Jean Anouilh - mise en scène de Jean-Philippe Daguerre - Théâtre des Variétés et Festival d'Avignon.
- 2012 : 1re partie du spectacle Ils se re-aiment de Pierre Palmade - Casino de Paris
- 2012-2013 : Sketch Collection - mise en scène de Pierre Palmade - Grand Point-Virgule
- 2012-2014 : Les Malheurs de Rudy de Rudy Milstein - Point-Virgule, Petit Hébertot, Grand Point-Virgule
- 2013 : Les Flics de Johann Dionnet, Rudy Milstein, Marie Lanchas, Nicolas Martinez - mise en scène de Marie Lanchas, Johann Dionnet (Troupe à Palmade) - Comédie de Paris
- 2014 : L'Entreprise de Sarah Suco, Anne-Élisabeth Blateau, Alexis Cadrot, Julien Ratel, Guillaume Clerice - mise en scène de Sarah Suco (La Troupe à Palmade) - Tristan-Bernard
- 2014 : Femmes libérées de Noémie de Lattre - mise en scène de Noémie de Lattre (La Troupe à Palmade) - Théâtre Tristan-Bernard
- 2015 : Je la sens bien cette histoire de Matthieu Burnel - mise en scène de Xavier Letourneur - Avignon
- 2016 : Dom Juan de Molière - mise en scène de Anne Coutureau - Théâtre de la Tempête
- 2016-2017 : Cousins comme cochon de Nicolas Lumbreras - mise en scène de Nicolas Lumbreras (La Troupe à Palmade) - Splendid
- 2016-2019 : Les Fourberies de Scapin de Molière - mise en scène de Jean-Philippe Daguerre - Théâtre Saint-Georges
- 2016-2019 : Le Cid de Corneille - mise en scène de Jean-Philippe Daguerre - Festival de Carqueiranne, Avignon et Théâtre Le Ranelagh
- 2019-2021 : Intramuros d'Alexis Michalik - mise en scène de Alexis Michalik- La Pépinière-Théâtre

## Distinctions
Sauf indication contraire, les informations mentionnées dans cette section peuvent être confirmées par les bases de données cinématographiques IMDb et Allociné,  présentes dans la section « Liens externes ».

### Récompenses
- 48H Film Festival Paris 2012 :
  - Meilleur acteur pour Du sable dans les pompes[2]
  - Prix du jury pour Loup y es-tu ?[2]
- Nikon Film Festival 2019 :  Grand prix du jury pour Partage[19]
- Festival international du film de comédie de l'Alpe d'Huez 2020 : Prix du meilleur court métrage pour Partage[20]
- Festival international du film de comédie de l'Alpe d'Huez 2025[10] :
  - Grand Prix pour Avignon
  - Prix coup de cœur des Alpes pour Avignon
  - Prix Canal+ du meilleur film pour Avignon

### Autre
- Festival de Cannes 2013 : sélection Talents Cannes ADAMI[2],[3],[21]

### Agences
- Fiche de Johann Dionnet sur agencesartistiques.com
- Fiche de Johann Dionnet sur l'agence artistique UBBA
- Fiche de Johann Dionnet sur Filmmakers Europe

### Courts métrages en ligne
- Loup y es-tu ? sur Dailymotion
- Partage. sur Dailymotion

### Bases de données
- Ressources relatives à l'audiovisuel :   - AllMovie
  - Allociné
  - César du cinéma
  - Ciné-Ressources
  - IMDb
  - Unifrance
- Ressources relatives au spectacle :   - Les Archives du spectacle
  - L’Officiel des spectacles
  - Theatre-contemporain